# 7004 Markthiemens
7004 Markthiemens là một tiểu hành tinh vành đai chính đặt tên theo Mark Thiemens ở University of California, San Diego.  Bản mẫu:MPCit JPL